# Вислиценус, Вильгельм
Вильгельм Вислиценус (нем. Wilhelm Wislicenus; 23 января 1861, Цюрих — 8 мая 1922, Тюбинген) — немецкий химик, профессор органической химии в Тюбингенском университете (с 1902).

## Биография
Родился в семье химика Иоганна Вислиценуса и Катарины Затлер, внучки промышленника и химика Вильгельма Затлера, оптимизировавшего производство парижской зелени.
Вильгельм изучал химию в Вюрцбургском университете, где его отец сменил Адольфа Штреккера на посту профессора химии в 1871 году. Его первой публикацией была «О действии цианида калия на фталид»,  описывающая частный пример взаимодействия KCN  c лактонами. В 1889—1902 годах являлся профессором химии в Вюрцбургском университете. В 1902 году стал профессором органической химии в Тюбингенском университете и находился в этой должности до своей смерти. Вислиценус провёл большое количество исследований в области органической химии и определил технический способ получения взрывоопасной азотистоводородной кислоты из закиси азота и амида натрия.